# داریوش اسدزاده
داریوش اسدزاده (۱ آذر ۱۳۰۲ – ۳ شهریور ۱۳۹۸) هنرپیشه تئاتر، فیلم و سریال ایرانی بود. اصالتاً اهل تهران بود اما بخاطر شغل نظامی پدر در کرمانشاه زاده شد. او دارای نشان درجه یک فرهنگ و هنر جمهوری اسلامی ایران بود. ایشان در ۲۰ سالگی وارد زمینهٔ بازیگری شد و در مقام بازیگر، نویسنده و کارگردان در تئاتر نصر (تئاتر تهران) فعالیت کرد. در دهه ۱۳۴۰ و دهه ۱۳۵۰ در بیش از پنجاه فیلم سینمایی ایفای نقش نمود. در سال ۱۳۵۵ ایران را ترک کرد و در سال ۱۳۶۵ پس از ده سال زندگی در ایالات متحده آمریکا به ایران بازگشت و در دو سریال سمندون و خانه سبز شرکت داشت. از دیگر آثار او می‌توان به بازی در فیلم کوتاه دایره، اثر محمد شیروانی و برگزیده منتقدان بین‌المللی جشنواره کن در ۱۹۹۹، اشاره کرد. فعالیت او در دهه ۱۳۹۰ متمرکز بر نوشتن کتاب‌هایی دربارهٔ تاریخ نمایش در ایران و تاریخ تهران بود. او ۳ شهریور ۱۳۹۸ در سن ۹۶ سالگی درگذشت.

## زندگی
داریوش اسدزاده ۱ آذر ماه سال ۱۳۰۲ خورشیدی در کرمانشاه زاده شد. پدرش ارتشی و زاده و بزرگ شده خیابان ری تهران بود. او فرزند نخست خانواده و دارای دو خواهر و یک برادر بود. او تا پنج سالگی به‌همراه خانواده، در کرمانشاه زندگی کرد و در سال ۱۳۰۷ همراه با خانواده به تهران بازگشت. دوره ابتدایی را در «دبستان ترقی» و دبیرستان را در دارالفنون به پایان برد. سپس وارد دانشکده بازرگانی و دارایی شد.
او در کودکی به همراه پدرش به دیدن تئاتر می‌رفت. هر هفته درسش را به خوبی می‌خواند تا پدرش برای تشویق، او را به دیدن تئاتر ببرد. بعدها که بزرگتر شد عاشق هنر شد. پدرش که خود او را با هنر نمایش آشنا کرده بود، به‌شدت با کار هنری مخالف بود و از او می‌خواست تا آموزش نظامی ببیند و صاحب مقام و منصب شود. اسدزاده در جوانی ویولن می‌نواخت و طبع شعر هم داشت، اما به‌دلیل مخالفت شدید پدر مجبور شد موسیقی را رها کند. او پس از پایان دورهٔ دبیرستان، این بار به دور از چشم پدر، وارد نخستین دوره هنرستان هنرپیشگی شد و هم‌زمان برای خاطر جمعی پدرش به دانشگاه نیز رفت. هنرستان هنرپیشگی که زیرنظر سید علی نصر اداره می‌شد نخستین مدرسهٔ حرفه‌ای تئاتر در ایران بود و از بطن آن تئاتر تهران (نصر) گشایش یافت. مدتی نگذشت که برای بازی در نمایشنامه‌های رادیویی که توسط فضل‌الله بایگان اجرا می‌شد، به رادیو ایران رفت. در آن زمان شمار کمی از مردم در خانه‌های خود رادیو داشتند. از این رو پدر اسدزاده خبر بازیگری پسرش را در آن نمایش‌ها، نه از رادیو که از زبان آشنایان شنید و او را به جرم «مطرب شدن» به خانه راه نداد تا آنکه بعد از یک ماه، با وساطت اقوام، به خانه برگشت. پدر با آنکه از راهی که پسرش انتخاب کرده بود راضی نبود، اما رفته رفته با آن کنار آمد. در سال ۱۳۲۳ (خورشیدی) در زمانی که احمد قوام نخست‌وزیر ایران بود به استخدام وزارت دارایی درآمد و در آنجا نیز از گوشه و کنایه‌های همکارانش که او را مطرب می‌خواندند، در امان نبود.
او از سال ۱۳۲۱ کار در تئاتر را با بازیگری، کارگردانی و نویسندگی در تئاتر تهران (نصر) و دهقان (لاله‌زار) آغاز کرد. نخستین بازی حرفه‌ای او بر صحنه تئاتر در سال ۱۳۲۱، در نمایشی به نام «لیلی و مجنون کمدی» به نویسندگی و کارگردانی معزدیوان فکری بود. «تئاتر تهران» نخستین جایی بود که اسدزاده در آن بازی کرد. این تئاتر نخستین مکان ثابت و دائمی بود که در ایران برای تئاتر کلاسیک ساخته شده بود و این استاد بزرگوار در همه سال‌ها مدیریت این تئاتر را هم برعهده داشت و از تأثیر گذاران آن دوران طلایی تئاتر به‌شمار می‌رفت که سه رکن اساسی تئاتر یعنی نویسندگی (ترجمه) کارگردانی و بازیگری را گاه همزمان و گاهی در یک رشته نمایشی را به صحنه می‌برد.
پس از آن در سال ۱۳۲۸، کار در سینما را با فیلم همسر مزاحم آغاز کرد. او همچنین در سال ۱۳۳۵، از طرف اداره کل هنرهای زیبای ایران برای بزرگ‌ترین جشنواره بین‌المللی تئاتر به پاریس فرانسه فرستاده شد و به مدت سه ماه به پژوهش و مطالعه پرداخت. پس از بازگشت به ایران، از طرف رادیوی ایران دعوت بکار شد. از آنجایی که او به تئاتر علاقهٔ زیادی داشت، به نویسندگی و کارگردانی نمایشنامه‌هایی چون: ازدواج فوری، سه زندانی، هنرپیشه، پرواز دخترها، میشل استروگف و مسیو ژوزف و… که شمار آن‌ها به ۲۰ نمایشنامه می‌رسد و ایفای نقش در ۲۰۰ نمایش پرداخت. در بازدیدی که هنرمندان آمریکایی از تئاترهای ایران داشتند، هنر او (کارگردانی، نویسندگی، و بازیگری) در دید آن‌ها بی‌همتا آمد و در سال ۱۳۴۶، به دعوت یک شرکت فیلم‌سازی آمریکایی در شهر مینیاپولیس، رهسپار ایالات متحده آمریکا شد و در فیلم در آمریکا اتفاق افتاد به ایفای نقش پرداخت و علاوه بر آن در نوشتن فیلم‌نامه فیلم با جواد قائم‌مقامی (کارگردان فیلم) مشارکت کرد. این فیلم در در همان سال‌ها در ایران به اکران عمومی درآمد.
او که از همان آغاز با جدیت کار هنری را در پیش گرفته بود، همزمان به عنوان کارمند وزارت دارایی نیز کار می‌کرد. نهایتاً در سال ۱۳۴۸، با توجه به حجم بالای فعالیت‌هایی که در وادی نمایش به او پیشنهاد می‌شد و با وجود آنکه پست بالایی در وزارت دارایی داشت، تقاضای بازنشستگی داد و پس از آن به کار هنری که به آن علاقه داشت پرداخت.
او در سال ۱۳۵۱ به عضویت هیئت مدیرهٔ سندیکای سینمای ایران درآمد. در سال ۱۳۵۵، برای مطالعه و پژوهش در امور تئاتر، به همراه خانواده‌اش به آمریکا رهسپار شد. در زمانی که در لس آنجلس زندگی داشت در یک مینی‌مارکت (مغازه خواربارفروشی) و جایگاه سوخت سرمایه‌گذاری کرد اما ورشکست شد. در سال ۱۳۶۵ به ایران بازگشت و بار دیگر در زمینهٔ بازیگری در تئاتر و سینما به ایفای نقش پرداخت. او در سال‌های ۱۳۷۹ و ۱۳۸۰ به ریاست انجمن بازیگران ایران منصوب شد و همچنین به مدت پنج دوره، عضویت داوران خانه سینمای ایران را بر عهده داشت. نگارش در زمینهٔ تاریخ تئاتر، از جمله فعالیت‌های مورد علاقهٔ او بوده که می‌توان به کتاب‌های تماشاخانه تهران، سیری در تاریخ تئاتر ایران و برگ‌های خواندنی: گزینشی از رویدادهای تاریخی اشاره کرد. کتاب دیگری که در دست نگارش دارد، تاریخ تئاتر ایران از لاله زار تا شانزلیزه نام دارد. او همچنین جوایز و تقدیرنامه‌های فراوانی را از دولت‌مردان، استادان و صاحب‌نظران دریافت نموده‌است.
اسدزاده در سال ۱۳۷۷، در فیلم کوتاه دایره ساخته محمد شیروانی بازی کرد که این فیلم منتخب منتقدان بین‌المللی جشنواره کن در سال ۱۹۹۹ میلادی شد.
در سال ۱۳۹۵ ابراهیم شفیعی، فیلم مستند «زندگی و دیگر هیچ» را، دربارهٔ زندگی داریوش اسدزاده و در تقدیر از هفتاد سال فعالیت او در سینما، ساخت.

### دریافت نشان درجه یک هنری
وی در سال ۱۳۹۱ از محمود احمدی‌نژاد، رئیس‌جمهور وقت ایران، نشان درجه یک فرهنگ و هنر دریافت کرد. او در دوران زندگی در آمریکا، پژوهش‌هایی در دانشگاه انجام داد و دوره‌هایی را طی کرد که مدرک معادل آن از سوی دانشگاه تهران به عنوان دکترا در رشته «ادبیات هنر» ارزیابی شده‌است.

## زندگی شخصی
او در بیست و هفت سالگی با یکی از طرفدارانش به نام «هما شاهرخی» که از نوادگان قاجاریان بود، ازدواج کرد؛ ولی پس از هفت سال زندگی مشترک، از آنجایی که صاحب فرزندی نشدند از او جدا شد. او از همسر دومش به نام «سهیلا غزلی» دو پسر دارد. پس از مهاجرت به آمریکا، به دلیل مسائل خانوادگی از همسر دومش نیز جدا شد. او در هفتاد و شش سالگی برای سومین بار ازدواج کرد. نام سومین همسر او «طاهره‌خاتون میرزایی» است.

## بیماری و درگذشت

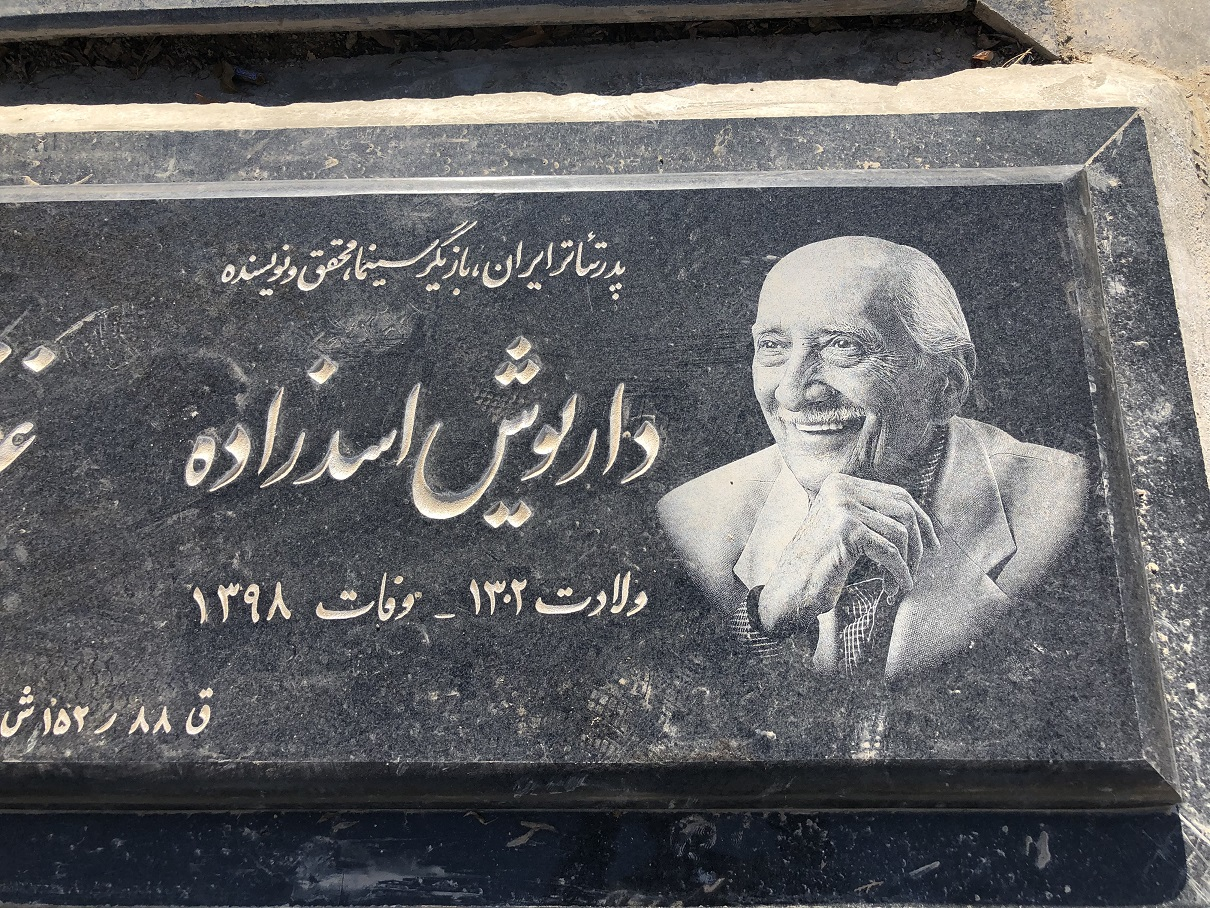

وی در آبان ماه سال ۱۳۹۷ بر اثر احساس درد در ناحیه قفسه سینه در بیمارستان بستری شد. مدتی بعد به دلیل سرطان مثانه تحت عمل سیستوسکوپی قرار گرفت و پس از یک روز استراحت روانه خانه شد. او بار دیگر در تیرماه سال ۱۳۹۸ با مراجعه به پزشک و پس از چکاپ‌های لازم با توصیه پزشکان در بیمارستان بستری شد و پس از ۱۴ روز به منزل رفت. او که در دوران کهنسالی بارها می‌گفت آرزو دارد یک قرن را سپری کند،
وی در ۳ شهریور ماه سال ۱۳۹۸ در منزل و در سن ۹۶ سالگی درگذشت. پیکر او در ۵ شهریور ماه سال ۱۳۹۸ از مقابل خانه هنرمندان ایران تشییع و در کنار مزار غلامحسین نقشینه به خاک سپرده شد.

## کارنامه

### نمایش
- سه زندانی
- پرواز دخترها
- هنرپیشه
- ازدواج فوری
- میشل استروگف و مسیو ژوزف
- پروفسور سوسول
- شهر ما

### نوشته‌ها
- سیری در تاریخ تئاتر ایران (قبل از اسلام تا سال ۱۳۵۷ خورشیدی). تهران: آوردگاه هنر و اندیشه، ۱۳۹۰.
- برگ‌های خواندنی: گزینشی از رویدادهای تاریخی. تهران: نشر افراز، ۱۳۹۲.[۱۲]
- تماشاخانه تهران به روایت داریوش اسدزاده. تهران: نشر افراز، ۱۳۹۴.[۱۳]
- خاطرات طهران، تهران: نشر فاصله، ۱۳۹۷. (با نام پیشین تهران و خاطراتش)[۱۴][۱۵]
- لاله‌زار و خاطرات (با نام پیشین از لاله‌زار تا شانزه‌لیزه)[۱۶]

### سینما

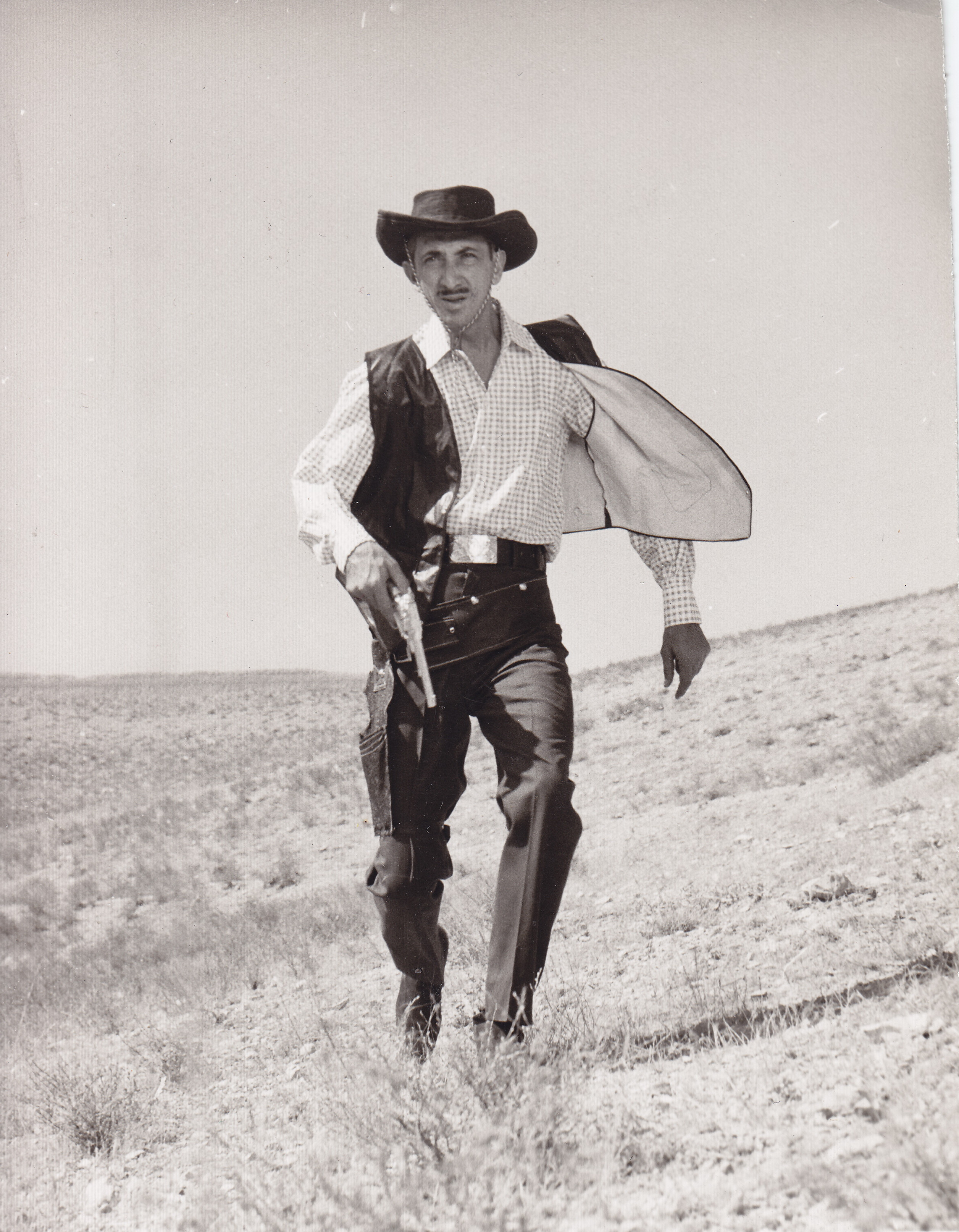
یکه‌بزن (۱۳۴۶)

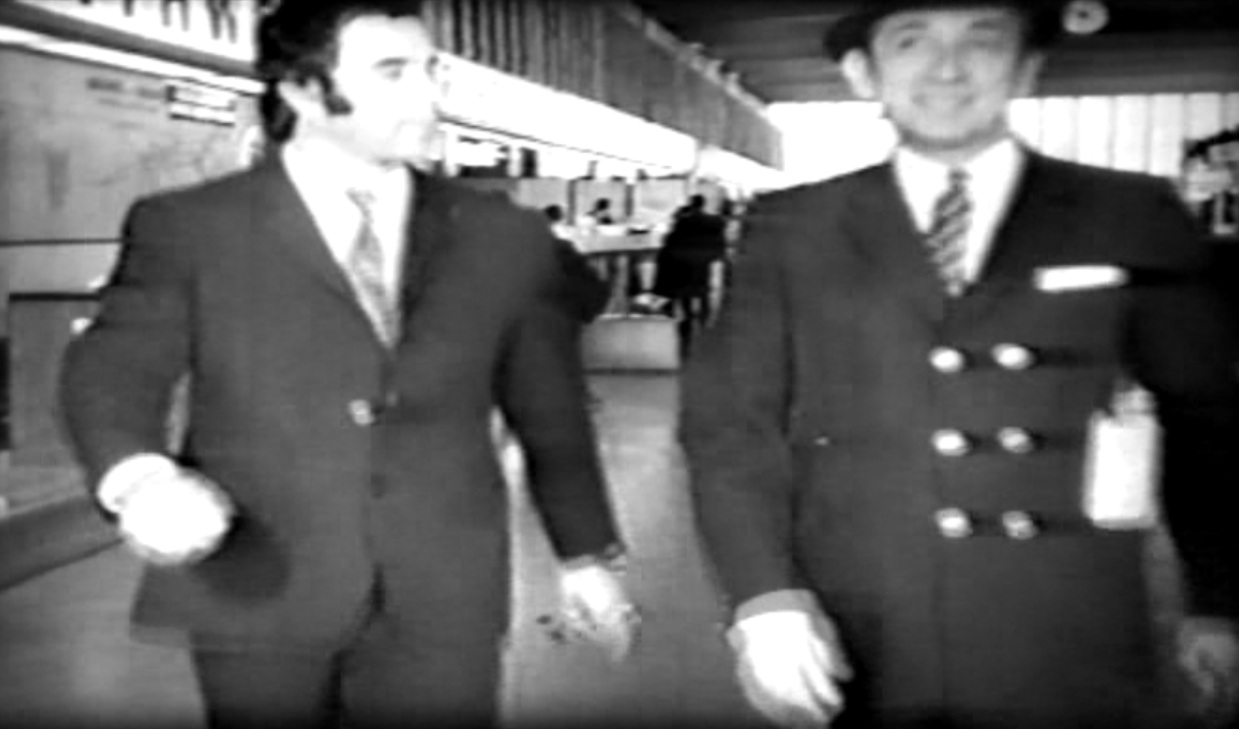
در آمریکا اتفاق افتاد (۱۳۵۰)

## فیلم‌شناسی

### تلویزیون

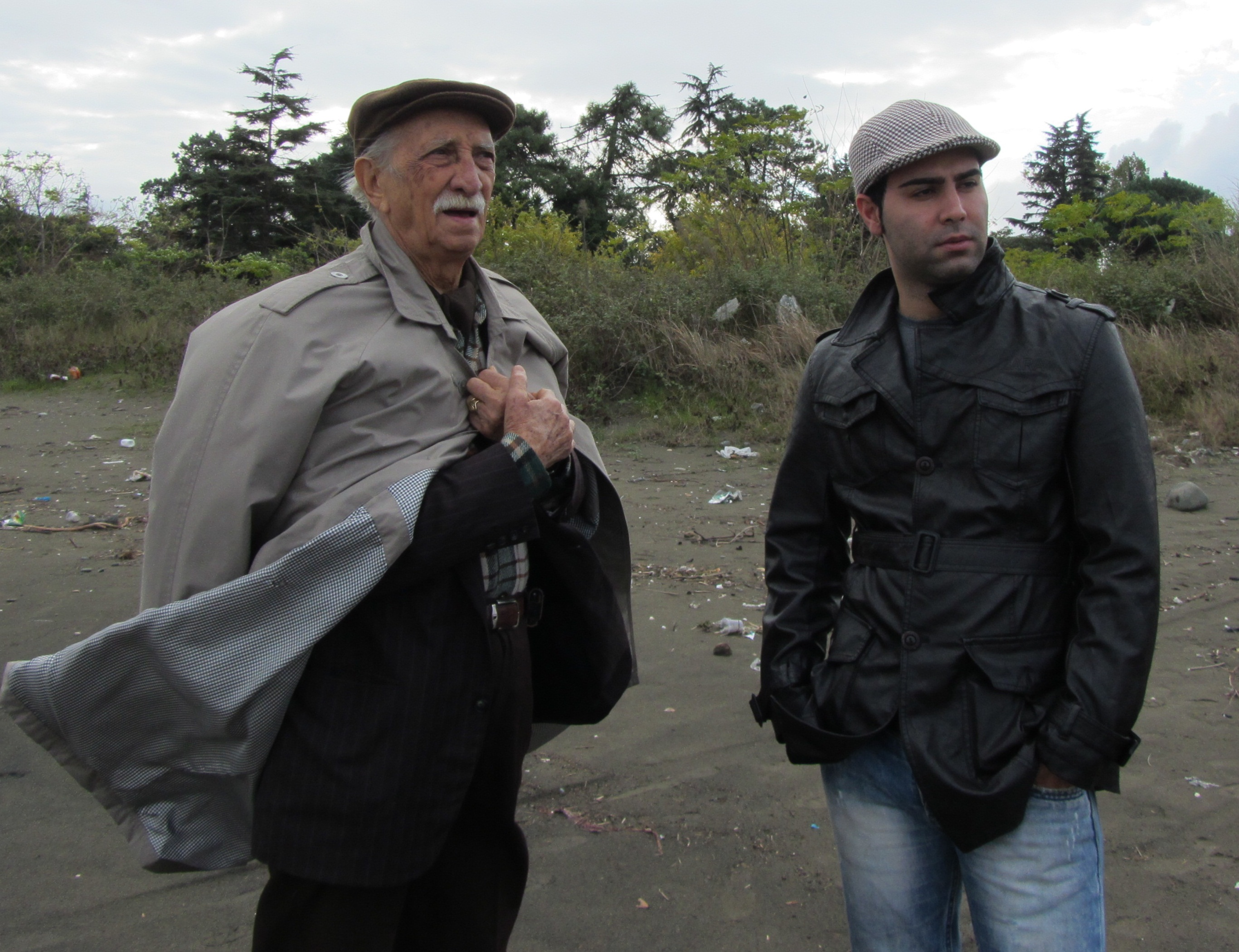

| سال       | نام                       | سمت                    | کارگردان              | توضیحات |
| --------- | ------------------------- | ---------------------- | --------------------- | --- |
| ۱۳۹۵      | گشت ویژه                  | بازیگر مهمان           | مهدی رحمانی           | پخش در پاییز ۱۳۹۵ از شبکه ۱ |
| ۱۳۹۵      | چرخ فلک                   | بازیگر                 | احسان عبدی‌پور         | پخش در تابستان ۱۳۹۵ از شبکه ۱ |
| ۱۳۹۴      | نفس شیرین                 | بازیگر                 | سیامک خواجه‌وند        | پخش در محرم ۱۳۹۵از شبکه ۱ |
| ۱۳۹۴      | دردسرهای عظیم ۲           | بازیگر مهمان           | برزو نیک‌نژاد          | پخش در رمضان ۱۳۹۴ از شبکه ۳ |
| ۱۳۹۳      | سی و نه هفته              | بازیگر                 | مرتضی هرندی           | شبکه تهران |
| ۱۳۹۲–۱۳۹۳ | قاب خاطره                 | بازیگر مهمان           | حجت ذیجودی            | شبکه آی‌فیلم |
| ۱۳۹۱      | تله‌فیلم «شاعر و برادران»  | بازیگر                 | عباس مرادیان          | |
| ۱۳۹۰      | چمدان                     | بازیگر                 | خسرو ملکان            | پخش در رمضان ۱۳۹۱ از شبکه ۲ |
| ۱۳۹۰      | مهمانان ویژه              | بازیگر                 | سید جواد رضویان       | پخش در خرداد ۱۳۹۱ از شبکه تهران |
| ۱۳۹۰      | تله‌فیلم «مأموریت غیرممکن» | بازیگر                 | جواد رجب‌زاده          | |
| ۱۳۸۹      | تله‌فیلم «شغل شریف»        | بازیگر                 | سیداحمد حسنی          | |
| ۱۳۸۹      | تله‌فیلم «یه قندون نشاط»   | بازیگر                 | منوچهر صفرخانی        | این تله‌فیلم در آغاز «راز پیرمردها» نام داشت. |
| ۱۳۸۸      | تله‌فیلم «گنج خانه سفید»   | بازیگر                 | شاهد احمدلو           | |
| ۱۳۸۸      | تله‌فیلم «گور به گور»      | بازیگر                 | بهرنگ توفیقی          | شبکه ۱ |
| ۱۳۸۸      | زمین انسان‌ها              | بازیگر                 | ابوالحسن داوودی       | آغاز پخش از فروردین ۱۳۹۰ - شبکه تهران |
| ۱۳۸۸      | هوش سیاه - فصل نخست       | بازیگر                 | مسعود آب پرور         | |
| ۱۳۸۸      | گاوصندوق                  | بازیگر                 | مازیار میری           | شبکه ۳ |
| ۱۳۸۸      | دفترخانه شماره ۱۳         | بازیگر مهمان           | سید وحید حسینی        | شبکه ۱ |
| ۱۳۸۷      | بچه‌های دهکده              | بازیگر                 | محمد باقری نیکو       | تهیه شده در شبکه استانی سمنان |
| ۱۳۸۷      | همه بچه‌های من             | بازیگر                 | مرضیه برومند          | کارگردان تلویزیونی: «مسعود فروتن» |
| ۱۳۸۶      | یک وجب خاک                | بازیگر                 | علی عبدالعلی‌زاده      | |
| ۱۳۸۶–۱۳۸۷ | بی‌گناهان                  | بازیگر                 | احمد امینی            | |
| ۱۳۸۶      | خواستگاران                | بازیگر                 | مهدی مظلومی           | کارگردان هنری: «گلاب آدینه» |
| ۱۳۸۴      | بوی گل‌های وحشی            | بازیگر                 | حسینعلی لیالستانی     | در سال ۱۳۸۵ از شبکه ۲ پخش شد. |
| ۱۳۸۴      | و خدا عشق را آفرید        | بازیگر                 | مسعود شاه‌محمدی        | شبکه ۳ |
| ۱۳۸۳      | عشق گمشده                 | بازیگر                 | حسین سهیلی‌زاده        | شبکه ۳ |
| ۱۳۸۳      | بابای خجالتی              | بازیگر                 | شاپور قریب            | تهیه شده در شبکه استانی زنجان |
| ۱۳۸۳      | دیروز، امروز، فردا        | بازیگر                 | مسعود شاه‌محمدی        | شبکه تهران |
| ۱۳۸۲      | رانت‌خوار کوچک             | بازیگر                 | حسین سهیلی‌زاده        | شبکه تهران |
| ۱۳۸۲      | این سه نفر                | بازیگر                 | اصغر توسلی            | شبکه ۳ |
| ۱۳۸۲      | عروس                      | بازیگر                 | پویان طایفه           | شبکه ۲ |
| ۱۳۸۱      | مهمان‌پذیر طوبی            | بازیگر مهمان           | منوچهر پوراحمد        | در نوروز ۱۳۸۳ از شبکه ۱ پخش شد. |
| ۱۳۸۱      | مدرک اصلی                 | بازیگر                 | مهدی صباغ‌زاده         | شبکه ۱ |
| ۱۳۸۱      | هیچ‌کس                     | بازیگر                 | حمیدرضا حافظی         | شبکه ۲ |
| ۱۳۸۱      | قصه‌های شبانه              | بازیگر                 | سعید آقاخانی          | |
| ۱۳۸۰–۱۳۸۱ | لحظه قاصدک                | بازیگر                 | ایرج حبشی             | برنامه کودک و نوجوان شبکه ۲ |
| ۱۳۸۰      | خانه آرزوها               | بازیگر                 | حسین سهیلی‌زاده        | شبکه ۲ |
| ۱۳۸۰      | روزهای آرزو               | بازیگر                 | شاهرخ حمیدی‌مقدم       | |
| ۱۳۸۰      | رستوران خانوادگی          | بازیگر مهمان (یک قسمت) | حسین سهیلی‌زاده        | شبکه تهران |
| ۱۳۷۹–۱۳۸۰ | چراغ جادو                 | بازیگر                 | همایون اسعدیان        | دستیار دوم کارگردان: «رسول قاسمی»، شبکه ۱ |
| ۱۳۷۹      | داستان‌های نوروز           | بازیگر                 | مرضیه برومند          | شبکه ۱ |
| ۱۳۷۹      | پانزده مسافر              | بازیگر                 | مهدی طاهری            | از برنامه سیمای خانواده پخش می‌شد. |
| ۱۳۷۹      | دختران                    | بازیگر مهمان           | اصغر توسلی            | شبکه تهران |
| ۱۳۷۸      | مهاجمین                   | بازیگر                 | ؟                     | برنامه کودک و نوجوان شبکه ۲ |
| ۱۳۷۸      | یکی بود، یکی نبود         | بازیگر                 | جواد ارشاد            | |
| ۱۳۷۵–۱۳۷۸ | آژانس دوستی               | بازیگر مهمان           | گروه کارگردانان       | |
| ۱۳۷۷      | روزگار جوانی              | بازیگر                 | شاپور قریب اصغر توسلی | |
| ۱۳۷۶      | همه فرزندان من            | بازیگر                 | محمد دستگردی          | |
| ۱۳۷۶      | آخرین بازمانده            | بازیگر                 | مهدی قاسمی            | |
| ۱۳۷۶      | قصه‌های چهار فصل           | بازیگر                 | ؟                     | شبکه ۱ |
| ۱۳۷۶      | بافته‌های رنج              | بازیگر                 | مجید بهشتی            | بر اساس رمان «بافته‌های رنج» اثر «علی‌محمد افغانی» |
| ۱۳۷۵      | خانه سبز                  | بازیگر                 | بیژن بیرنگ مسعود رسام | |
| ۱۳۷۵      | فروشگاه                   | بازیگر                 | احمد بهبهانی          | شبکه ۳ |
| ۱۳۷۴      | سوخته‌دلان                 | بازیگر                 | بهروز طاهری           | در سال ۱۳۷۵ از شبکه ۲ پخش شد. |
| ۱۳۷۴      | آرزوی پردردسر             | بازیگر                 | محمود جعفری           | گروه کودک و نوجوان شبکه ۱ |
| ۱۳۷۴      | داستان یک شهر             | بازیگر                 | خسرو معصومی           | این مجموعه در ابتدا «خانه‌های شاد» نام داشت و از شبکه ۱ پخش می‌شد و نباید آن را با سریالی دیگر به همین نام به کارگردانی اصغر فرهادی (۱۳۷۸- شبکه تهران) اشتباه گرفت. |
| ۱۳۷۴      | خانه‌های شاد               | بازیگر                 | خسرو معصومی           | |
| ۱۳۷۴      | سمندون                    | بازیگر                 | ناصر هاشمی            | |

### فیلم کوتاه
- ۱۳۷۷ - دایره (ساخته محمد شیروانی)[۱۸]
- ۱۳۸۵ - صدای سکوت (ساخته ابراهیم شفیعی)[۱۹]